# Алфражиде
Алфражиде (порт. Alfragide) — район (фрегезия) в Португалии, входит в округ Лиссабон. Является составной частью муниципалитета Амадора. Находится в составе крупной городской агломерации Большой Лиссабон. По старому административному делению район Алфражиде входил в провинцию Эштремадура. В настоящее время входит в экономико-статистический субрегион Большой Лиссабон, являющийся в свою очередь частью Лиссабонского региона. Район Алфражиде занимает площадь в 1,35 км², а его население составляет 8739 человек (на 2001 год).
Покровителем района считается Дева Мария (порт. Maria).